# دیونوسیوس مجعول
دیونوسیوس آریوپاگی مشهور به دیونوسیوس مجعول یا شبه دیونوسیوس ، نام مستعار فیلسوف نوافلاطونی، عارف و متکلمِ مسیحی در قرون وسطی بوده‌است که بر تاریخ تفکر مسیحی و کل جریان فلسفهٔ غرب تأثیرات عمیقی برجای گذاشته‌است.

## دربارهٔ وی

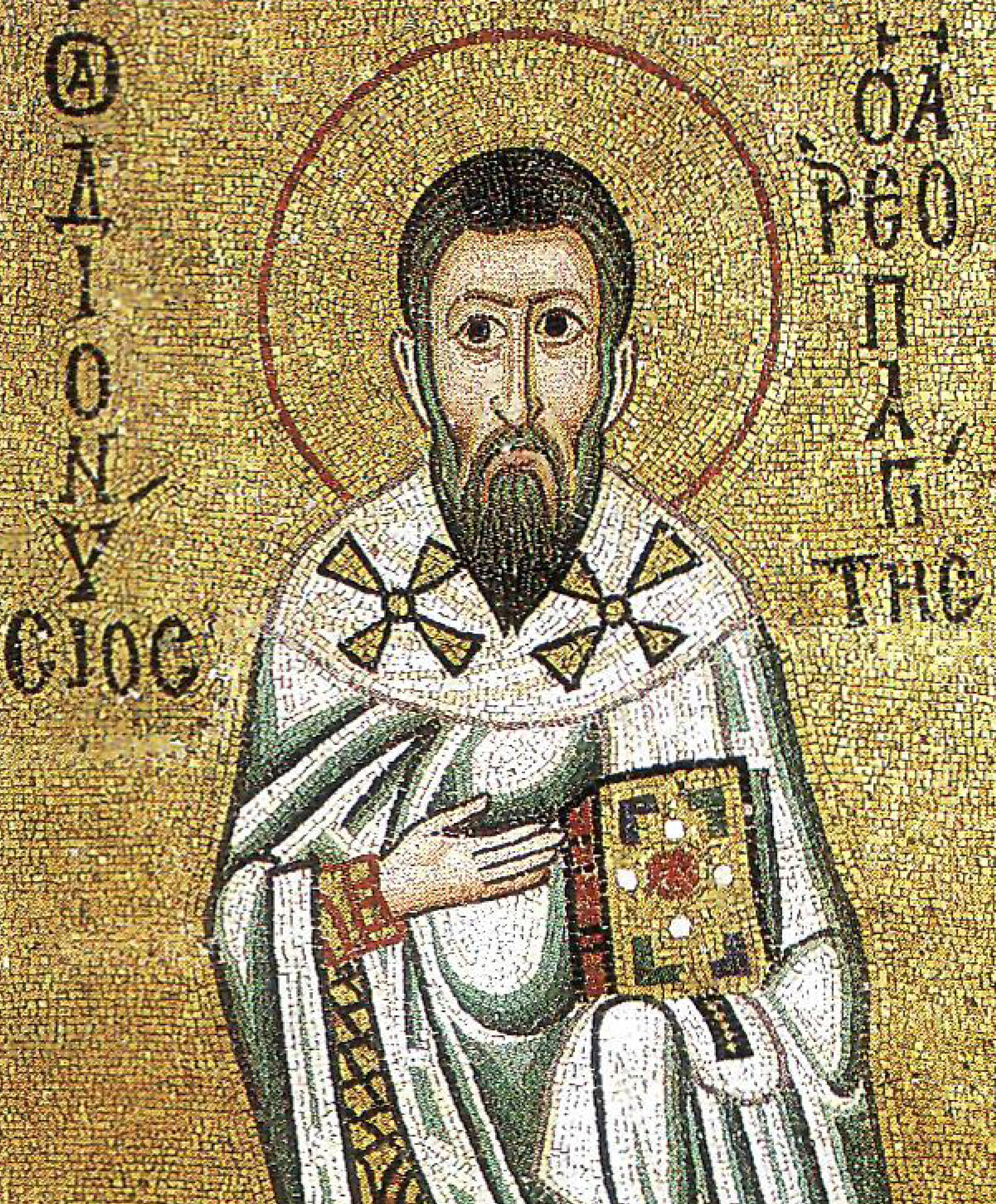
نگاره‌ای از دیونوسیوس مقدس در صومعهٔ هوسیوس لوکاس

شبه دیونوسیوس یا دیونوسیوس مجعول نام مستعار شخصیتی است که هیچ‌گاه هویت او پیدا نشد. تاریخ‌نگاران نه دربارهٔ زمان دقیق تولد و نه مرگ وی اطلاعاتی ندارند. تنها دلیل وجود چنین شخصیتی، انتشار سه رساله به زبان یونانی در قرن هشتم میلادی به نام‌های (اسماء خدا)، (مراتب ملکوتی) و (کلام عرفانی)، می‌باشد. این سه رساله همگی دارای زمینه‌های عرفانی، فلسفی و روح مسیحی هستند. عده‌ای معتقدند که دیونوسیوس شاگرد پولس قدیس بوده‌است و از وی تأثیر گرفته‌است. عده ای از مفسران اندیشه‌های دیونوسیوس در تفکرات دینی او شک وارد کرده‌اند و او را فیلسوفی غیر مسیحی می‌دانستند اما برخی دیگر از مسیحیان نوشتارهای او را تفکری الهی و مقدس برشمردند. اسکات اریژن اولین مترجم و مفسر رسائل دیونوسیوس در جهان بود که کتاب‌های او را از زبان یونانی به لاتین برگردانی کرد.

## آثار

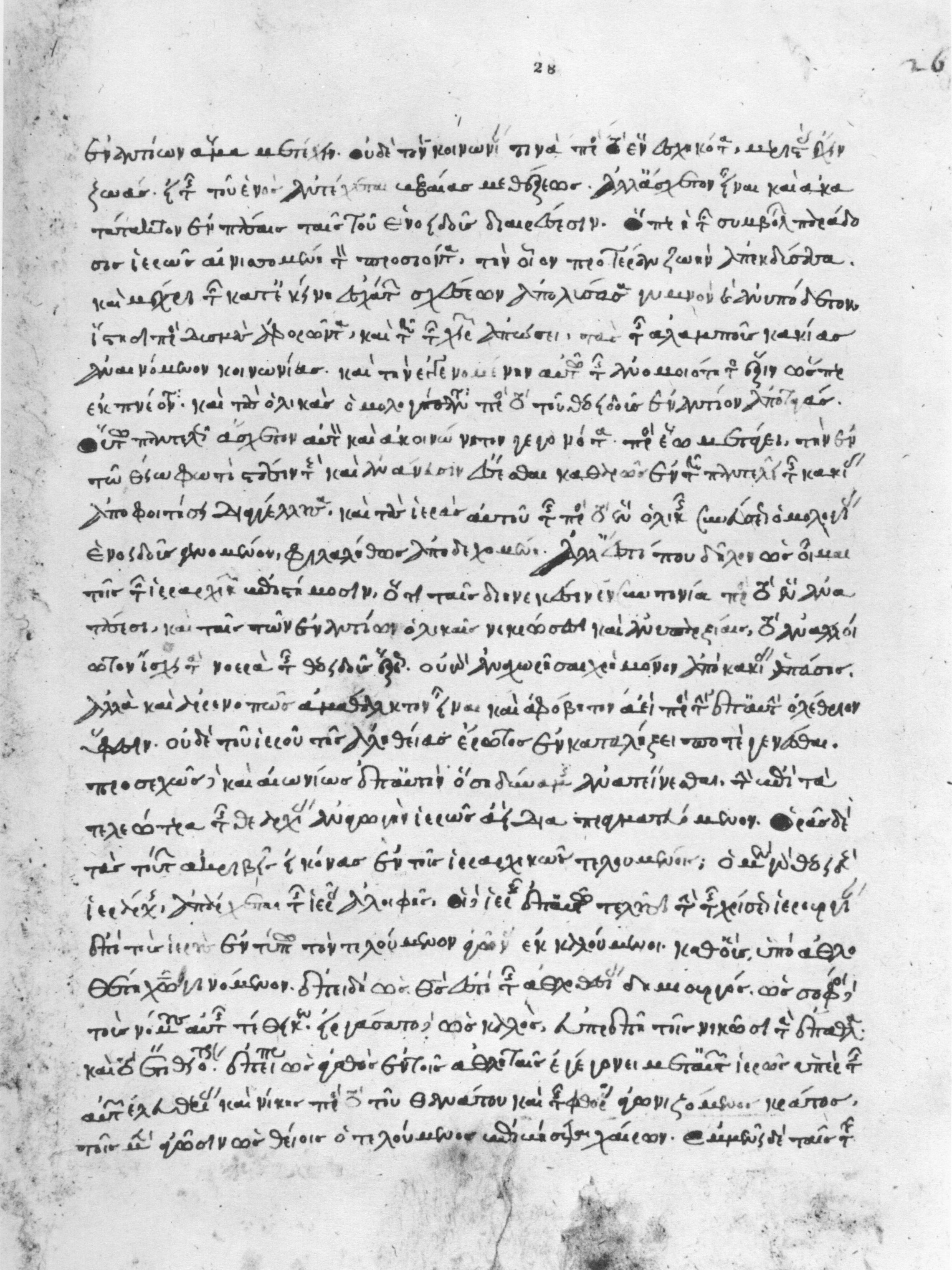
نسخهٔ خطی از آثار دیونوسیوس

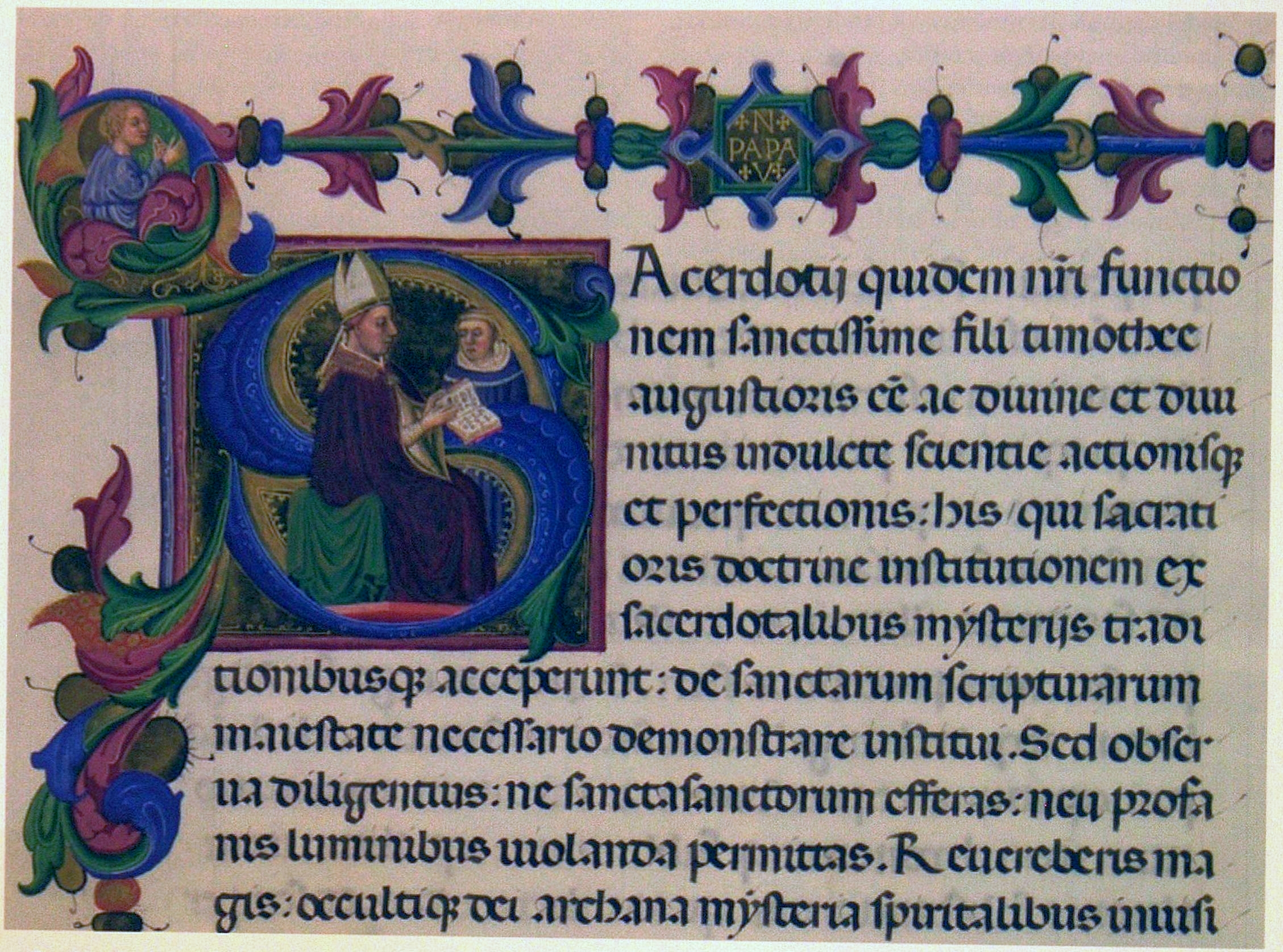
صفحه‌ای از رسالهٔ «مراتب ملکوتی» در زبان لاتین